# ペンシルベニア美術アカデミーの人物一覧
ペンシルベニア美術アカデミーの人物一覧は、アメリカ合衆国、フィラデルフィアの美術団体、美術学校のペンシルベニア美術アカデミーに関連する人物の一覧である。美術学校で 教えたり、学んだりした人物や、会員に選ばれた人物を示す。

## 人物一覧
| 名前                                   | 生没年      | 出身の国       | 備考・出典       | 作品例 |
| -------------------------------------- | ----------- | -------------- | ---------------- | --- |
| アンナ・クールプール・ピール           | 1791-1878   | アメリカ合衆国 | 会員(1824年＝)   | H.インマン ロザメル ヘーゼルタイン ホーヴェンデン エイキンズ トマス・アンシュッツ エドウィン・A・アビー R.ヴォノー E.D.ヘール セシリア・ボー A.B.スティーブンス ポール・ピール R.ヘンライ グラッケンズ E.W.ロバーツ エリナー・アボット D.ガーバー レイ・ブレディン |
| フランクリン・ピール                   | 1795-1870   | アメリカ合衆国 | 会員             | H.インマン ロザメル ヘーゼルタイン ホーヴェンデン エイキンズ トマス・アンシュッツ エドウィン・A・アビー R.ヴォノー E.D.ヘール セシリア・ボー A.B.スティーブンス ポール・ピール R.ヘンライ グラッケンズ E.W.ロバーツ エリナー・アボット D.ガーバー レイ・ブレディン |
| サラ・ミリアム・ピール                 | 1800-1885   | アメリカ合衆国 | 会員             | H.インマン ロザメル ヘーゼルタイン ホーヴェンデン エイキンズ トマス・アンシュッツ エドウィン・A・アビー R.ヴォノー E.D.ヘール セシリア・ボー A.B.スティーブンス ポール・ピール R.ヘンライ グラッケンズ E.W.ロバーツ エリナー・アボット D.ガーバー レイ・ブレディン |
| ヘンリー・インマン                     | 1801-1846   | アメリカ合衆国 | 1834年から校長   | H.インマン ロザメル ヘーゼルタイン ホーヴェンデン エイキンズ トマス・アンシュッツ エドウィン・A・アビー R.ヴォノー E.D.ヘール セシリア・ボー A.B.スティーブンス ポール・ピール R.ヘンライ グラッケンズ E.W.ロバーツ エリナー・アボット D.ガーバー レイ・ブレディン |
| ヘンリー・ギルピン                     | 1801-1860   | アメリカ合衆国 | 1853年から校長   | H.インマン ロザメル ヘーゼルタイン ホーヴェンデン エイキンズ トマス・アンシュッツ エドウィン・A・アビー R.ヴォノー E.D.ヘール セシリア・ボー A.B.スティーブンス ポール・ピール R.ヘンライ グラッケンズ E.W.ロバーツ エリナー・アボット D.ガーバー レイ・ブレディン |
| トマス・コール                         | 1801-1848   | アメリカ合衆国 | 学生             | H.インマン ロザメル ヘーゼルタイン ホーヴェンデン エイキンズ トマス・アンシュッツ エドウィン・A・アビー R.ヴォノー E.D.ヘール セシリア・ボー A.B.スティーブンス ポール・ピール R.ヘンライ グラッケンズ E.W.ロバーツ エリナー・アボット D.ガーバー レイ・ブレディン |
| ピーター・フレデリク・ロザメル         | 1817-1895   | アメリカ合衆国 | 1847年-校長      | H.インマン ロザメル ヘーゼルタイン ホーヴェンデン エイキンズ トマス・アンシュッツ エドウィン・A・アビー R.ヴォノー E.D.ヘール セシリア・ボー A.B.スティーブンス ポール・ピール R.ヘンライ グラッケンズ E.W.ロバーツ エリナー・アボット D.ガーバー レイ・ブレディン |
| アン・ホイットニー                     | 1821-1915   | アメリカ合衆国 | 学生             | H.インマン ロザメル ヘーゼルタイン ホーヴェンデン エイキンズ トマス・アンシュッツ エドウィン・A・アビー R.ヴォノー E.D.ヘール セシリア・ボー A.B.スティーブンス ポール・ピール R.ヘンライ グラッケンズ E.W.ロバーツ エリナー・アボット D.ガーバー レイ・ブレディン |
| パウル・ヴェーバー                     | 1823-1916   | ドイツ         | 1855年頃教授     | H.インマン ロザメル ヘーゼルタイン ホーヴェンデン エイキンズ トマス・アンシュッツ エドウィン・A・アビー R.ヴォノー E.D.ヘール セシリア・ボー A.B.スティーブンス ポール・ピール R.ヘンライ グラッケンズ E.W.ロバーツ エリナー・アボット D.ガーバー レイ・ブレディン |
| クリスチャン・シュセーレ               | 1824-1879   | フランス       | 1868年から教授   | H.インマン ロザメル ヘーゼルタイン ホーヴェンデン エイキンズ トマス・アンシュッツ エドウィン・A・アビー R.ヴォノー E.D.ヘール セシリア・ボー A.B.スティーブンス ポール・ピール R.ヘンライ グラッケンズ E.W.ロバーツ エリナー・アボット D.ガーバー レイ・ブレディン |
| トーマス・ヒル                         | 1829-1908   | アメリカ合衆国 | 学生             | H.インマン ロザメル ヘーゼルタイン ホーヴェンデン エイキンズ トマス・アンシュッツ エドウィン・A・アビー R.ヴォノー E.D.ヘール セシリア・ボー A.B.スティーブンス ポール・ピール R.ヘンライ グラッケンズ E.W.ロバーツ エリナー・アボット D.ガーバー レイ・ブレディン |
| ウィリアム・トロスト・リチャーズ       | 1833-1905   | アメリカ合衆国 | 学生(1855-)      | H.インマン ロザメル ヘーゼルタイン ホーヴェンデン エイキンズ トマス・アンシュッツ エドウィン・A・アビー R.ヴォノー E.D.ヘール セシリア・ボー A.B.スティーブンス ポール・ピール R.ヘンライ グラッケンズ E.W.ロバーツ エリナー・アボット D.ガーバー レイ・ブレディン |
| フィデリア・ブリッジス                 | 1834-1923   | アメリカ合衆国 | 学生(1860-)      | H.インマン ロザメル ヘーゼルタイン ホーヴェンデン エイキンズ トマス・アンシュッツ エドウィン・A・アビー R.ヴォノー E.D.ヘール セシリア・ボー A.B.スティーブンス ポール・ピール R.ヘンライ グラッケンズ E.W.ロバーツ エリナー・アボット D.ガーバー レイ・ブレディン |
| ウィリアム・スタンレー・ヘーゼルタイン | 1835-1900   | アメリカ合衆国 | 学生(1855-)      | H.インマン ロザメル ヘーゼルタイン ホーヴェンデン エイキンズ トマス・アンシュッツ エドウィン・A・アビー R.ヴォノー E.D.ヘール セシリア・ボー A.B.スティーブンス ポール・ピール R.ヘンライ グラッケンズ E.W.ロバーツ エリナー・アボット D.ガーバー レイ・ブレディン |
| ダニエル・リッジウェイ・ナイト         | 1839-1924   | アメリカ合衆国 | 学生(1858-)      | H.インマン ロザメル ヘーゼルタイン ホーヴェンデン エイキンズ トマス・アンシュッツ エドウィン・A・アビー R.ヴォノー E.D.ヘール セシリア・ボー A.B.スティーブンス ポール・ピール R.ヘンライ グラッケンズ E.W.ロバーツ エリナー・アボット D.ガーバー レイ・ブレディン |
| ザンサス・ラッセル・スミス             | 1839-1929   | アメリカ合衆国 | 学生(c.1858-)    | H.インマン ロザメル ヘーゼルタイン ホーヴェンデン エイキンズ トマス・アンシュッツ エドウィン・A・アビー R.ヴォノー E.D.ヘール セシリア・ボー A.B.スティーブンス ポール・ピール R.ヘンライ グラッケンズ E.W.ロバーツ エリナー・アボット D.ガーバー レイ・ブレディン |
| チャールズ・ルイス・ファッセル         | 1840-1909   | アメリカ合衆国 | 学生(1854-)      | H.インマン ロザメル ヘーゼルタイン ホーヴェンデン エイキンズ トマス・アンシュッツ エドウィン・A・アビー R.ヴォノー E.D.ヘール セシリア・ボー A.B.スティーブンス ポール・ピール R.ヘンライ グラッケンズ E.W.ロバーツ エリナー・アボット D.ガーバー レイ・ブレディン |
| トーマス・ホーヴェンデン               | 1840-189511 | アメリカ合衆国 | 1886年から教授   | H.インマン ロザメル ヘーゼルタイン ホーヴェンデン エイキンズ トマス・アンシュッツ エドウィン・A・アビー R.ヴォノー E.D.ヘール セシリア・ボー A.B.スティーブンス ポール・ピール R.ヘンライ グラッケンズ E.W.ロバーツ エリナー・アボット D.ガーバー レイ・ブレディン |
| エドワード・ラムソン・ヘンリー         | 1841-1919   | アメリカ合衆国 | 学生(1858-)      | H.インマン ロザメル ヘーゼルタイン ホーヴェンデン エイキンズ トマス・アンシュッツ エドウィン・A・アビー R.ヴォノー E.D.ヘール セシリア・ボー A.B.スティーブンス ポール・ピール R.ヘンライ グラッケンズ E.W.ロバーツ エリナー・アボット D.ガーバー レイ・ブレディン |
| エミリー・サーテイン                   | 1841-1927   | アメリカ合衆国 | 学生             | H.インマン ロザメル ヘーゼルタイン ホーヴェンデン エイキンズ トマス・アンシュッツ エドウィン・A・アビー R.ヴォノー E.D.ヘール セシリア・ボー A.B.スティーブンス ポール・ピール R.ヘンライ グラッケンズ E.W.ロバーツ エリナー・アボット D.ガーバー レイ・ブレディン |
| ブランチ・ネヴィン                     | 1841-1925   | アメリカ合衆国 | 学生             | H.インマン ロザメル ヘーゼルタイン ホーヴェンデン エイキンズ トマス・アンシュッツ エドウィン・A・アビー R.ヴォノー E.D.ヘール セシリア・ボー A.B.スティーブンス ポール・ピール R.ヘンライ グラッケンズ E.W.ロバーツ エリナー・アボット D.ガーバー レイ・ブレディン |
| ハワード・ロバーツ                     | 1843-1900   | アメリカ合衆国 | 学生、彫刻家     | H.インマン ロザメル ヘーゼルタイン ホーヴェンデン エイキンズ トマス・アンシュッツ エドウィン・A・アビー R.ヴォノー E.D.ヘール セシリア・ボー A.B.スティーブンス ポール・ピール R.ヘンライ グラッケンズ E.W.ロバーツ エリナー・アボット D.ガーバー レイ・ブレディン |
| メアリー・カサット                     | 1844-1916   | アメリカ合衆国 | 学生(1861-)      | H.インマン ロザメル ヘーゼルタイン ホーヴェンデン エイキンズ トマス・アンシュッツ エドウィン・A・アビー R.ヴォノー E.D.ヘール セシリア・ボー A.B.スティーブンス ポール・ピール R.ヘンライ グラッケンズ E.W.ロバーツ エリナー・アボット D.ガーバー レイ・ブレディン |
| トマス・エイキンズ                     | 1844-1916   | アメリカ合衆国 | 1878年から教授   | H.インマン ロザメル ヘーゼルタイン ホーヴェンデン エイキンズ トマス・アンシュッツ エドウィン・A・アビー R.ヴォノー E.D.ヘール セシリア・ボー A.B.スティーブンス ポール・ピール R.ヘンライ グラッケンズ E.W.ロバーツ エリナー・アボット D.ガーバー レイ・ブレディン |
| アイダ・ウォー                         | 1846-1919   | アメリカ合衆国 | 学生(1868-)      | H.インマン ロザメル ヘーゼルタイン ホーヴェンデン エイキンズ トマス・アンシュッツ エドウィン・A・アビー R.ヴォノー E.D.ヘール セシリア・ボー A.B.スティーブンス ポール・ピール R.ヘンライ グラッケンズ E.W.ロバーツ エリナー・アボット D.ガーバー レイ・ブレディン |
| エドウィン・ブラッシュフィールド       | 1848-1936   | アメリカ合衆国 | 学生             | H.インマン ロザメル ヘーゼルタイン ホーヴェンデン エイキンズ トマス・アンシュッツ エドウィン・A・アビー R.ヴォノー E.D.ヘール セシリア・ボー A.B.スティーブンス ポール・ピール R.ヘンライ グラッケンズ E.W.ロバーツ エリナー・アボット D.ガーバー レイ・ブレディン |
| ウィリアム・ハーネット                 | 1848-1892   | アメリカ合衆国 | 学生             | H.インマン ロザメル ヘーゼルタイン ホーヴェンデン エイキンズ トマス・アンシュッツ エドウィン・A・アビー R.ヴォノー E.D.ヘール セシリア・ボー A.B.スティーブンス ポール・ピール R.ヘンライ グラッケンズ E.W.ロバーツ エリナー・アボット D.ガーバー レイ・ブレディン |
| エリザベス・コフィン                   | 1850-1930   | アメリカ合衆国 | 学生(c.1878-)    | H.インマン ロザメル ヘーゼルタイン ホーヴェンデン エイキンズ トマス・アンシュッツ エドウィン・A・アビー R.ヴォノー E.D.ヘール セシリア・ボー A.B.スティーブンス ポール・ピール R.ヘンライ グラッケンズ E.W.ロバーツ エリナー・アボット D.ガーバー レイ・ブレディン |
| トマス・アンシュッツ                   | 1851-1912   | アメリカ合衆国 | 1886年から教授   | H.インマン ロザメル ヘーゼルタイン ホーヴェンデン エイキンズ トマス・アンシュッツ エドウィン・A・アビー R.ヴォノー E.D.ヘール セシリア・ボー A.B.スティーブンス ポール・ピール R.ヘンライ グラッケンズ E.W.ロバーツ エリナー・アボット D.ガーバー レイ・ブレディン |
| スーザン・マクダウェル・エイキンズ     | 1851-1938   | アメリカ合衆国 | 学生(c.1878-)    | H.インマン ロザメル ヘーゼルタイン ホーヴェンデン エイキンズ トマス・アンシュッツ エドウィン・A・アビー R.ヴォノー E.D.ヘール セシリア・ボー A.B.スティーブンス ポール・ピール R.ヘンライ グラッケンズ E.W.ロバーツ エリナー・アボット D.ガーバー レイ・ブレディン |
| A・B・フロスト                         | 1851-1928   | アメリカ合衆国 | 学生             | H.インマン ロザメル ヘーゼルタイン ホーヴェンデン エイキンズ トマス・アンシュッツ エドウィン・A・アビー R.ヴォノー E.D.ヘール セシリア・ボー A.B.スティーブンス ポール・ピール R.ヘンライ グラッケンズ E.W.ロバーツ エリナー・アボット D.ガーバー レイ・ブレディン |
| エドウィン・オースティン・アビー       | 1852-1911   | アメリカ合衆国 | 学生(c.1870-)    | H.インマン ロザメル ヘーゼルタイン ホーヴェンデン エイキンズ トマス・アンシュッツ エドウィン・A・アビー R.ヴォノー E.D.ヘール セシリア・ボー A.B.スティーブンス ポール・ピール R.ヘンライ グラッケンズ E.W.ロバーツ エリナー・アボット D.ガーバー レイ・ブレディン |
| セオドア・ロビンソン                   | 1852-1996   | アメリカ合衆国 | 1895年頃教授     | H.インマン ロザメル ヘーゼルタイン ホーヴェンデン エイキンズ トマス・アンシュッツ エドウィン・A・アビー R.ヴォノー E.D.ヘール セシリア・ボー A.B.スティーブンス ポール・ピール R.ヘンライ グラッケンズ E.W.ロバーツ エリナー・アボット D.ガーバー レイ・ブレディン |
| ロバート・ヴォノー                     | 1853-1933   | アメリカ合衆国 | 1891年から教授   | H.インマン ロザメル ヘーゼルタイン ホーヴェンデン エイキンズ トマス・アンシュッツ エドウィン・A・アビー R.ヴォノー E.D.ヘール セシリア・ボー A.B.スティーブンス ポール・ピール R.ヘンライ グラッケンズ E.W.ロバーツ エリナー・アボット D.ガーバー レイ・ブレディン |
| エミール・カールセン                   | 1853-1932   | デンマーク     | c.1910年から教授 | H.インマン ロザメル ヘーゼルタイン ホーヴェンデン エイキンズ トマス・アンシュッツ エドウィン・A・アビー R.ヴォノー E.D.ヘール セシリア・ボー A.B.スティーブンス ポール・ピール R.ヘンライ グラッケンズ E.W.ロバーツ エリナー・アボット D.ガーバー レイ・ブレディン |
| トーマス・アレキサンダー・ハリソン     | 1853-1930   | アメリカ合衆国 | 学生(1871-)      | H.インマン ロザメル ヘーゼルタイン ホーヴェンデン エイキンズ トマス・アンシュッツ エドウィン・A・アビー R.ヴォノー E.D.ヘール セシリア・ボー A.B.スティーブンス ポール・ピール R.ヘンライ グラッケンズ E.W.ロバーツ エリナー・アボット D.ガーバー レイ・ブレディン |
| ラヴェル・バージ・ハリソン             | 1854-1929   | アメリカ合衆国 | 学生(1885-)      | H.インマン ロザメル ヘーゼルタイン ホーヴェンデン エイキンズ トマス・アンシュッツ エドウィン・A・アビー R.ヴォノー E.D.ヘール セシリア・ボー A.B.スティーブンス ポール・ピール R.ヘンライ グラッケンズ E.W.ロバーツ エリナー・アボット D.ガーバー レイ・ブレディン |
| トーマス・スターリング・サリヴァント   | 1854-1926   | アメリカ合衆国 | 学生(1885-)      | H.インマン ロザメル ヘーゼルタイン ホーヴェンデン エイキンズ トマス・アンシュッツ エドウィン・A・アビー R.ヴォノー E.D.ヘール セシリア・ボー A.B.スティーブンス ポール・ピール R.ヘンライ グラッケンズ E.W.ロバーツ エリナー・アボット D.ガーバー レイ・ブレディン |
| ジョン・フレデリック・ピートー         | 1854-1907   | アメリカ合衆国 | 学生(1876-)      | H.インマン ロザメル ヘーゼルタイン ホーヴェンデン エイキンズ トマス・アンシュッツ エドウィン・A・アビー R.ヴォノー E.D.ヘール セシリア・ボー A.B.スティーブンス ポール・ピール R.ヘンライ グラッケンズ E.W.ロバーツ エリナー・アボット D.ガーバー レイ・ブレディン |
| メアリー・ヒースター・リード           | 1854-1907   | アメリカ合衆国 | 学生(1883-)      | H.インマン ロザメル ヘーゼルタイン ホーヴェンデン エイキンズ トマス・アンシュッツ エドウィン・A・アビー R.ヴォノー E.D.ヘール セシリア・ボー A.B.スティーブンス ポール・ピール R.ヘンライ グラッケンズ E.W.ロバーツ エリナー・アボット D.ガーバー レイ・ブレディン |
| エレン・デイ・ヘール                   | 1855-1940   | アメリカ合衆国 | 学生(1878-)      | H.インマン ロザメル ヘーゼルタイン ホーヴェンデン エイキンズ トマス・アンシュッツ エドウィン・A・アビー R.ヴォノー E.D.ヘール セシリア・ボー A.B.スティーブンス ポール・ピール R.ヘンライ グラッケンズ E.W.ロバーツ エリナー・アボット D.ガーバー レイ・ブレディン |
| セシリア・ボー                         | 1855-1942   | アメリカ合衆国 | 学生(1878-)      | H.インマン ロザメル ヘーゼルタイン ホーヴェンデン エイキンズ トマス・アンシュッツ エドウィン・A・アビー R.ヴォノー E.D.ヘール セシリア・ボー A.B.スティーブンス ポール・ピール R.ヘンライ グラッケンズ E.W.ロバーツ エリナー・アボット D.ガーバー レイ・ブレディン |
| コリン・キャンベル・クーパー           | 1856-1937   | アメリカ合衆国 | 学生(c.1884-)    | H.インマン ロザメル ヘーゼルタイン ホーヴェンデン エイキンズ トマス・アンシュッツ エドウィン・A・アビー R.ヴォノー E.D.ヘール セシリア・ボー A.B.スティーブンス ポール・ピール R.ヘンライ グラッケンズ E.W.ロバーツ エリナー・アボット D.ガーバー レイ・ブレディン |
| ケニオン・コックス                     | 1856–1919   | アメリカ合衆国 | 学生             | H.インマン ロザメル ヘーゼルタイン ホーヴェンデン エイキンズ トマス・アンシュッツ エドウィン・A・アビー R.ヴォノー E.D.ヘール セシリア・ボー A.B.スティーブンス ポール・ピール R.ヘンライ グラッケンズ E.W.ロバーツ エリナー・アボット D.ガーバー レイ・ブレディン |
| オットー・ヘンリー・バッチャー         | 1856–1909   | アメリカ合衆国 | 学生             | H.インマン ロザメル ヘーゼルタイン ホーヴェンデン エイキンズ トマス・アンシュッツ エドウィン・A・アビー R.ヴォノー E.D.ヘール セシリア・ボー A.B.スティーブンス ポール・ピール R.ヘンライ グラッケンズ E.W.ロバーツ エリナー・アボット D.ガーバー レイ・ブレディン |
| アニー・B・シェプリー（大森安仁子）    | 1856–1941   | アメリカ合衆国 | 学生             | H.インマン ロザメル ヘーゼルタイン ホーヴェンデン エイキンズ トマス・アンシュッツ エドウィン・A・アビー R.ヴォノー E.D.ヘール セシリア・ボー A.B.スティーブンス ポール・ピール R.ヘンライ グラッケンズ E.W.ロバーツ エリナー・アボット D.ガーバー レイ・ブレディン |
| ロバート・フレデリック・ブルーム       | 1857-1903   | アメリカ合衆国 | 学生             | H.インマン ロザメル ヘーゼルタイン ホーヴェンデン エイキンズ トマス・アンシュッツ エドウィン・A・アビー R.ヴォノー E.D.ヘール セシリア・ボー A.B.スティーブンス ポール・ピール R.ヘンライ グラッケンズ E.W.ロバーツ エリナー・アボット D.ガーバー レイ・ブレディン |
| ジョセフ・ペネル                       | 1857-1926   | アメリカ合衆国 | 学生             | H.インマン ロザメル ヘーゼルタイン ホーヴェンデン エイキンズ トマス・アンシュッツ エドウィン・A・アビー R.ヴォノー E.D.ヘール セシリア・ボー A.B.スティーブンス ポール・ピール R.ヘンライ グラッケンズ E.W.ロバーツ エリナー・アボット D.ガーバー レイ・ブレディン |
| M.L.ブッシュ＝ブラウン                 | 1857-1944   | アメリカ合衆国 | 学生             | H.インマン ロザメル ヘーゼルタイン ホーヴェンデン エイキンズ トマス・アンシュッツ エドウィン・A・アビー R.ヴォノー E.D.ヘール セシリア・ボー A.B.スティーブンス ポール・ピール R.ヘンライ グラッケンズ E.W.ロバーツ エリナー・アボット D.ガーバー レイ・ブレディン |
| ジョセフ・デキャンプ                   | 1858-1923   | アメリカ合衆国 | 1895年から教授   | H.インマン ロザメル ヘーゼルタイン ホーヴェンデン エイキンズ トマス・アンシュッツ エドウィン・A・アビー R.ヴォノー E.D.ヘール セシリア・ボー A.B.スティーブンス ポール・ピール R.ヘンライ グラッケンズ E.W.ロバーツ エリナー・アボット D.ガーバー レイ・ブレディン |
| アリス・バーバー・スティーブンス       | 1858-1932   | アメリカ合衆国 | 学生(c.1878-)    | H.インマン ロザメル ヘーゼルタイン ホーヴェンデン エイキンズ トマス・アンシュッツ エドウィン・A・アビー R.ヴォノー E.D.ヘール セシリア・ボー A.B.スティーブンス ポール・ピール R.ヘンライ グラッケンズ E.W.ロバーツ エリナー・アボット D.ガーバー レイ・ブレディン |
| ガブリエル・クレメンツ                 | 1858-1948   | アメリカ合衆国 | 学生(c.1878-)    | H.インマン ロザメル ヘーゼルタイン ホーヴェンデン エイキンズ トマス・アンシュッツ エドウィン・A・アビー R.ヴォノー E.D.ヘール セシリア・ボー A.B.スティーブンス ポール・ピール R.ヘンライ グラッケンズ E.W.ロバーツ エリナー・アボット D.ガーバー レイ・ブレディン |
| ヘンリー・オサワ・タナー               | 1859-1937   | アメリカ合衆国 | 学生(1879-1937)  | H.インマン ロザメル ヘーゼルタイン ホーヴェンデン エイキンズ トマス・アンシュッツ エドウィン・A・アビー R.ヴォノー E.D.ヘール セシリア・ボー A.B.スティーブンス ポール・ピール R.ヘンライ グラッケンズ E.W.ロバーツ エリナー・アボット D.ガーバー レイ・ブレディン |
| ポール・ピール                         | 1860-1892   | カナダ         | 学生(c.1880-)    | H.インマン ロザメル ヘーゼルタイン ホーヴェンデン エイキンズ トマス・アンシュッツ エドウィン・A・アビー R.ヴォノー E.D.ヘール セシリア・ボー A.B.スティーブンス ポール・ピール R.ヘンライ グラッケンズ E.W.ロバーツ エリナー・アボット D.ガーバー レイ・ブレディン |
| ジョージ・アグニュー・リード           | 1860-1947   | カナダ         | 学生(c.1882-)    | H.インマン ロザメル ヘーゼルタイン ホーヴェンデン エイキンズ トマス・アンシュッツ エドウィン・A・アビー R.ヴォノー E.D.ヘール セシリア・ボー A.B.スティーブンス ポール・ピール R.ヘンライ グラッケンズ E.W.ロバーツ エリナー・アボット D.ガーバー レイ・ブレディン |
| エリザベス・ボンソール                 | 1861-1956   | アメリカ合衆国 | 教授             | H.インマン ロザメル ヘーゼルタイン ホーヴェンデン エイキンズ トマス・アンシュッツ エドウィン・A・アビー R.ヴォノー E.D.ヘール セシリア・ボー A.B.スティーブンス ポール・ピール R.ヘンライ グラッケンズ E.W.ロバーツ エリナー・アボット D.ガーバー レイ・ブレディン |
| フレデリック・ジャッド・ウォー         | 1861-1940   | アメリカ合衆国 | 学生             | H.インマン ロザメル ヘーゼルタイン ホーヴェンデン エイキンズ トマス・アンシュッツ エドウィン・A・アビー R.ヴォノー E.D.ヘール セシリア・ボー A.B.スティーブンス ポール・ピール R.ヘンライ グラッケンズ E.W.ロバーツ エリナー・アボット D.ガーバー レイ・ブレディン |
| ジェシー・ウィルコックス・スミス       | 1863-1935   | アメリカ合衆国 | 学生(c.1886-)    | H.インマン ロザメル ヘーゼルタイン ホーヴェンデン エイキンズ トマス・アンシュッツ エドウィン・A・アビー R.ヴォノー E.D.ヘール セシリア・ボー A.B.スティーブンス ポール・ピール R.ヘンライ グラッケンズ E.W.ロバーツ エリナー・アボット D.ガーバー レイ・ブレディン |
| ジーン・レオン・ジェローム・フェリス   | 1863-1930   | アメリカ合衆国 | 学生(c.1879-)    | H.インマン ロザメル ヘーゼルタイン ホーヴェンデン エイキンズ トマス・アンシュッツ エドウィン・A・アビー R.ヴォノー E.D.ヘール セシリア・ボー A.B.スティーブンス ポール・ピール R.ヘンライ グラッケンズ E.W.ロバーツ エリナー・アボット D.ガーバー レイ・ブレディン |
| ヘンリー・ベインブリッジ・マッカーター | 1864-1942   | アメリカ合衆国 | 1902年から教員   | H.インマン ロザメル ヘーゼルタイン ホーヴェンデン エイキンズ トマス・アンシュッツ エドウィン・A・アビー R.ヴォノー E.D.ヘール セシリア・ボー A.B.スティーブンス ポール・ピール R.ヘンライ グラッケンズ E.W.ロバーツ エリナー・アボット D.ガーバー レイ・ブレディン |
| アンナ・スタンレー                     | 1864-1907   | アメリカ合衆国 | 学生(c.1882-)    | H.インマン ロザメル ヘーゼルタイン ホーヴェンデン エイキンズ トマス・アンシュッツ エドウィン・A・アビー R.ヴォノー E.D.ヘール セシリア・ボー A.B.スティーブンス ポール・ピール R.ヘンライ グラッケンズ E.W.ロバーツ エリナー・アボット D.ガーバー レイ・ブレディン |
| ロバート・ヘンライ                     | 1865-1929   | アメリカ合衆国 | 学生(c.1885-)    | H.インマン ロザメル ヘーゼルタイン ホーヴェンデン エイキンズ トマス・アンシュッツ エドウィン・A・アビー R.ヴォノー E.D.ヘール セシリア・ボー A.B.スティーブンス ポール・ピール R.ヘンライ グラッケンズ E.W.ロバーツ エリナー・アボット D.ガーバー レイ・ブレディン |
| ジョージ・ラクス                       | 1867-1933   | アメリカ合衆国 | 学生             | H.インマン ロザメル ヘーゼルタイン ホーヴェンデン エイキンズ トマス・アンシュッツ エドウィン・A・アビー R.ヴォノー E.D.ヘール セシリア・ボー A.B.スティーブンス ポール・ピール R.ヘンライ グラッケンズ E.W.ロバーツ エリナー・アボット D.ガーバー レイ・ブレディン |
| ヒュー・ヘンリー・ブレッケンリッジ     | 1870-1937   | アメリカ合衆国 | 教師(c.1894-)    | H.インマン ロザメル ヘーゼルタイン ホーヴェンデン エイキンズ トマス・アンシュッツ エドウィン・A・アビー R.ヴォノー E.D.ヘール セシリア・ボー A.B.スティーブンス ポール・ピール R.ヘンライ グラッケンズ E.W.ロバーツ エリナー・アボット D.ガーバー レイ・ブレディン |
| ウィリアム・グラッケンズ               | 1870-1938   | アメリカ合衆国 | 学生(c.1890-)    | H.インマン ロザメル ヘーゼルタイン ホーヴェンデン エイキンズ トマス・アンシュッツ エドウィン・A・アビー R.ヴォノー E.D.ヘール セシリア・ボー A.B.スティーブンス ポール・ピール R.ヘンライ グラッケンズ E.W.ロバーツ エリナー・アボット D.ガーバー レイ・ブレディン |
| ジョン・マリン                         | 1870-1953   | アメリカ合衆国 | 学生(c.1899-)    | H.インマン ロザメル ヘーゼルタイン ホーヴェンデン エイキンズ トマス・アンシュッツ エドウィン・A・アビー R.ヴォノー E.D.ヘール セシリア・ボー A.B.スティーブンス ポール・ピール R.ヘンライ グラッケンズ E.W.ロバーツ エリナー・アボット D.ガーバー レイ・ブレディン |
| マックスフィールド・パリッシュ         | 1870-1966   | アメリカ合衆国 | 学生(c.1890-)    | H.インマン ロザメル ヘーゼルタイン ホーヴェンデン エイキンズ トマス・アンシュッツ エドウィン・A・アビー R.ヴォノー E.D.ヘール セシリア・ボー A.B.スティーブンス ポール・ピール R.ヘンライ グラッケンズ E.W.ロバーツ エリナー・アボット D.ガーバー レイ・ブレディン |
| アレクサンダー・スターリング・カルダー | 1870-1945   | アメリカ合衆国 | 学生(c.1885-)    | H.インマン ロザメル ヘーゼルタイン ホーヴェンデン エイキンズ トマス・アンシュッツ エドウィン・A・アビー R.ヴォノー E.D.ヘール セシリア・ボー A.B.スティーブンス ポール・ピール R.ヘンライ グラッケンズ E.W.ロバーツ エリナー・アボット D.ガーバー レイ・ブレディン |
| エリザベス・ウェントワース・ロバーツ   | 1871-1927   | アメリカ合衆国 | 学生(c.1886-)    | H.インマン ロザメル ヘーゼルタイン ホーヴェンデン エイキンズ トマス・アンシュッツ エドウィン・A・アビー R.ヴォノー E.D.ヘール セシリア・ボー A.B.スティーブンス ポール・ピール R.ヘンライ グラッケンズ E.W.ロバーツ エリナー・アボット D.ガーバー レイ・ブレディン |
| フローレンス・スコーヴェル・シン       | 1871-1940   | アメリカ合衆国 | 学生(c.1886-)    | H.インマン ロザメル ヘーゼルタイン ホーヴェンデン エイキンズ トマス・アンシュッツ エドウィン・A・アビー R.ヴォノー E.D.ヘール セシリア・ボー A.B.スティーブンス ポール・ピール R.ヘンライ グラッケンズ E.W.ロバーツ エリナー・アボット D.ガーバー レイ・ブレディン |
| ジョン・スローン                       | 1871-1951   | アメリカ合衆国 | 学生(c.1892)     | H.インマン ロザメル ヘーゼルタイン ホーヴェンデン エイキンズ トマス・アンシュッツ エドウィン・A・アビー R.ヴォノー E.D.ヘール セシリア・ボー A.B.スティーブンス ポール・ピール R.ヘンライ グラッケンズ E.W.ロバーツ エリナー・アボット D.ガーバー レイ・ブレディン |
| アンナ・ベッツ                         | 1873-1959   | アメリカ合衆国 | 学生             | H.インマン ロザメル ヘーゼルタイン ホーヴェンデン エイキンズ トマス・アンシュッツ エドウィン・A・アビー R.ヴォノー E.D.ヘール セシリア・ボー A.B.スティーブンス ポール・ピール R.ヘンライ グラッケンズ E.W.ロバーツ エリナー・アボット D.ガーバー レイ・ブレディン |
| エリナー・アボット                     | 1875-1935   | アメリカ合衆国 | 学生             | H.インマン ロザメル ヘーゼルタイン ホーヴェンデン エイキンズ トマス・アンシュッツ エドウィン・A・アビー R.ヴォノー E.D.ヘール セシリア・ボー A.B.スティーブンス ポール・ピール R.ヘンライ グラッケンズ E.W.ロバーツ エリナー・アボット D.ガーバー レイ・ブレディン |
| ジョン・リー・ニール                   | 1877-1943   | アメリカ合衆国 | 学生             | H.インマン ロザメル ヘーゼルタイン ホーヴェンデン エイキンズ トマス・アンシュッツ エドウィン・A・アビー R.ヴォノー E.D.ヘール セシリア・ボー A.B.スティーブンス ポール・ピール R.ヘンライ グラッケンズ E.W.ロバーツ エリナー・アボット D.ガーバー レイ・ブレディン |
| クリフォード・アダムス                 | 1876-1942   | アメリカ合衆国 | 学生             | H.インマン ロザメル ヘーゼルタイン ホーヴェンデン エイキンズ トマス・アンシュッツ エドウィン・A・アビー R.ヴォノー E.D.ヘール セシリア・ボー A.B.スティーブンス ポール・ピール R.ヘンライ グラッケンズ E.W.ロバーツ エリナー・アボット D.ガーバー レイ・ブレディン |
| ダニエル・ガーバー                     | 1880-1958   | アメリカ合衆国 | 学生/教授        | H.インマン ロザメル ヘーゼルタイン ホーヴェンデン エイキンズ トマス・アンシュッツ エドウィン・A・アビー R.ヴォノー E.D.ヘール セシリア・ボー A.B.スティーブンス ポール・ピール R.ヘンライ グラッケンズ E.W.ロバーツ エリナー・アボット D.ガーバー レイ・ブレディン |
| レイ・ブレディン                       | 1880-1933   | アメリカ合衆国 | 学生(c.1900-)    | H.インマン ロザメル ヘーゼルタイン ホーヴェンデン エイキンズ トマス・アンシュッツ エドウィン・A・アビー R.ヴォノー E.D.ヘール セシリア・ボー A.B.スティーブンス ポール・ピール R.ヘンライ グラッケンズ E.W.ロバーツ エリナー・アボット D.ガーバー レイ・ブレディン |
| アーサー・ビーチャー・カールス         | 1882-1952   | アメリカ合衆国 | 教授(1917-)      | H.インマン ロザメル ヘーゼルタイン ホーヴェンデン エイキンズ トマス・アンシュッツ エドウィン・A・アビー R.ヴォノー E.D.ヘール セシリア・ボー A.B.スティーブンス ポール・ピール R.ヘンライ グラッケンズ E.W.ロバーツ エリナー・アボット D.ガーバー レイ・ブレディン |
| チャールズ・デムス                     | 1883-1935   | アメリカ合衆国 | 学生(c.1900-)    | H.インマン ロザメル ヘーゼルタイン ホーヴェンデン エイキンズ トマス・アンシュッツ エドウィン・A・アビー R.ヴォノー E.D.ヘール セシリア・ボー A.B.スティーブンス ポール・ピール R.ヘンライ グラッケンズ E.W.ロバーツ エリナー・アボット D.ガーバー レイ・ブレディン |
| デヴィッド・リンチ                     | 1946-       | アメリカ合衆国 | 学生             | H.インマン ロザメル ヘーゼルタイン ホーヴェンデン エイキンズ トマス・アンシュッツ エドウィン・A・アビー R.ヴォノー E.D.ヘール セシリア・ボー A.B.スティーブンス ポール・ピール R.ヘンライ グラッケンズ E.W.ロバーツ エリナー・アボット D.ガーバー レイ・ブレディン |
| 福士朋子                               | 1967-       | 日本           | 学生             | H.インマン ロザメル ヘーゼルタイン ホーヴェンデン エイキンズ トマス・アンシュッツ エドウィン・A・アビー R.ヴォノー E.D.ヘール セシリア・ボー A.B.スティーブンス ポール・ピール R.ヘンライ グラッケンズ E.W.ロバーツ エリナー・アボット D.ガーバー レイ・ブレディン |